# Simon Pytlick
Simon Bogetoft Pytlick, född 11 december 2000 på Thurø, är en dansk handbollsspelare (vänsternia). Sedan 2023 spelar han för tyska SG Flensburg-Handewitt.
Han är son till handbollstränaren Jan Pytlick.

## Meriter
Med klubblag
- Dansk mästare 2022 och 2023 med GOG Håndbold
- Dansk cupmästare 2019 och 2022 med GOG Håndbold

Med landslag
- VM 2023
- EM 2024

Individuella utmärkelser
- All-Star Team som Bästa vänsternia vid VM 2023[5]
- All-Star Team som Bästa vänsternia Danska ligan 2021/22[6] och 2022/23[7]
- Årets Handbollsspelare i Danmark 2022[8]
- Årets landslagsspelare i Danmark 2023[9]
- EHF Excellence Awards Säsongens bästa vänsternia 2022/23[10]
- EHF Excellence Awards MVP 2022/23